# Fab Four Suture
Fab Four Suture — сборник британской инди-рок группы Stereolab. Он был выпущен 6 и 7 марта 2006 года лейблами Duophonic Records и Too Pure. На альбоме-компиляции собраны шесть синглов и их би-сайдов, первоначально выпущенных на 7-дюймовом виниле в 2005 и 2006 годах.

## История
Являясь одновременно альбомом и сборником синглов, Fab Four Suture объединяет четыре лимитированных EP Stereolab, выпущенных осенью 2005 и весной 2006 года.

## Отзывы
| Оценки критиков | Оценки критиков |
| Источник        | Оценка          |
| --------------- | --------------- |
| Allmusic        | [ 1 ]           |
| The A.V. Club   | B+              |
| IGN             | 8.6/10          |
| musicOMH        | [ 4 ]           |
| Pitchfork Media | (6.6/10)        |
| PopMatters      | 7/10            |
| Rolling Stone   | [ 7 ]           |
| The Skinny      | [ 8 ]           |
| Slant Magazine  | [ 9 ]           |
| Tiny Mix Tapes  | [ 10 ]          |

Serene Velocity получил в целом благоприятные отзывы музыкальных критиков.
Хизер Фарес из Allmusic отметил, что «по своему качеству он находится на одном уровне с самыми приятными сборниками группы. Сочетая более свободную, экспериментальную атмосферу EP с форматом альбома, Fab Four Suture получился более органичным, чем предыдущий альбом Stereolab, прекрасный, но временами отдаленный Margerine Eclipse. Лучшие моменты здесь более непосредственны, чем все, что группа делала за долгое время».

## Список композиций
1. «Kyberneticka Babicka Pt 1.» — 4:31
2. «Interlock» — 4:10
3. «Eye of the Volcano» — 4:16
4. «Plastic Mile» — 5:11
5. «„Get a Shot of the Refrigerator“» — 4:23
6. «Visionary Road Maps» — 3:35
7. «Vodiak» — 3:19
8. «Whisper Pitch» — 3:55
9. «Excursions Into „oh, a-oh“» — 5:27
10. «I Was a Sunny Rainphase» — 3:27
11. «Widow Weirdo» — 4:31
12. «Kyberneticka Babicka Pt 2.» — 4:56